# Mioza
Mioza je suženje zjenice oka. To je normalna reakcija na pojačanje svjetla, ali može biti prisutna i kod određenih patoloških stanja, izlaganja niskovalnom zračenju i uzimanja određenih lijekova.
Suprotnog značenja je midrijaza, dilatacija zjenice.

## Fiziologija fotomotornog refleksa
Svjetlost ulaskom u oko pogađa tri različita fotoreceptora na mrežnici: već poznate štapiće i čuniće koji oblikuju sliku i nedavno otkivene fotosenzitivne ganglske stanice. Gangljska stanica daje inforaciju o količini svjetlosti u okolini i reagira sporije od štapića i čunića. Signali iz ganglijske stanice imaju tri uloge: akutnu supresiju hormona melatoina, pokretanje tjelesnog cikardijalnog ritma i regulaciju veličine zjenice.
Fotoreceptori mrežnice prevode svjetlosni podražaj u električne impulse. Živci koji sudjeluju u promjeni veličine zjenice se spajaju na pretektalnu jezgru srednjeg mozga, premoštavajući lateralnu genikulatnu jezgru i primarnu vidnu koru. Iz pretektalne jezgre živci šalju aksone u Edinger-Westphalovu jezgru, čiji visceromotorni neuroni prolaze duž lijevog i desnog okulomotornog živca. Aksoni iz visceromotornih neurona  (koji čine III kranijalni živac, zajedno sa somatomotornim udjelom iz Edinger-Westphalove jezgre) imaju sinapse s neuronima cilijarnog ganglija, čiji parasimpatički aksoni inerviraju mišić konstriktor zjenice, uzrokujući miozu. To se događa jer se simpatička aktivnost iz cilijarnog ganglija gubi i na taj način parasimpatikus nije inhibiran.

## Uzroci

### Dob
Sa starenjem zjenice postaju sve uže.

### Bolesti
- Hornerov sindrom (grupa poremećaja inervacije lica zbog oštećenja simpatičkog nervnog sistema).
- Pancoast tumor (tumor vrška pluća) zbog oštećenja uzlaznog simpatičkog puta koji normalno uzrokuje dilataciju zjenice.
- Krvarenje u most (intrakranijalno krvarenje).
- Klaster glavobolja s ptozom.

### Lijekovi
- Opioidi kao što su kodein, fentanil, morfij, heroin i metadon.
- Antipsihotici, uključujući haloperidol, tioridazin, olanzapin, quetiapin i drugi.
- Kolinergični agensi poput onih koji se upotrebljavaju u liječenju Alzheimerove bolesti i nervni plinovi; kolinergični lijekovi kao pilokarpin, karbakol (Miostat) i neostigmin.
- Neki kemoterapeutici za liječenje tumora, uključujući derivate kamtotekina.
- Mirtazapin, noradrenergik i specifični serotonergični antidepresiv.
- Trazodon
- Neki MAO inhibitori
- U nekim rijetkim slučajevima, kod izloženosti plinu iperitu.

### Miotici
Miotici uzrokuju konstrikciju zjenice (tj. miozu). Nasuprot tome, midrijatici uzrokuju dilataciju zjenice.